# Danh sách cầu thủ tham dự Giải vô địch bóng đá nữ thế giới 1991
Dưới đây là danh sách cầu thủ được triệu tập cho Giải vô địch bóng đá nữ thế giới 1991 ở Trung Quốc.

## Bảng A

### Trung Quốc
Huấn luyện viên: Thương Thụy Hoa
| Số | Vt | Cầu thủ          | Ngày sinh (tuổi)            | Số trận | Câu lạc bộ   |
| -- | -- | ---------------- | --------------------------- | ------- | ------------ |
| 1  | TM | Chung Hồng Liên  | 27 tháng 10, 1967 (24 tuổi) |         | Đại Liên     |
| 2  | HV | Trần Hà          | 26 tháng 11, 1969 (21 tuổi) |         | Quảng Đông   |
| 3  | HV | Mã Lợi           | 3 tháng 3, 1969 (22 tuổi)   |         | Bắc Kinh     |
| 4  | TV | Lý Tú Phục (c)   | 28 tháng 6, 1965 (26 tuổi)  |         | Prima Ham FC |
| 5  | HV | Chu Dương        | 1 tháng 2, 1971 (20 tuổi)   |         | Đại Liên     |
| 6  | HV | Thủy Khánh Hà    | 18 tháng 12, 1966 (24 tuổi) |         | Thượng Hải   |
| 7  | TĐ | Ngô Vĩ Anh       | 19 tháng 1, 1969 (22 tuổi)  |         | Quảng Đông   |
| 8  | TV | Chu Hoa          | 3 tháng 10, 1969 (22 tuổi)  |         | Đại Liên     |
| 9  | TV | Tôn Văn          | 6 tháng 4, 1973 (18 tuổi)   |         | Thượng Hải   |
| 10 | TV | Lưu Ái Linh      | 2 tháng 5, 1967 (24 tuổi)   |         | Bắc Kinh     |
| 11 | TĐ | Tôn Khánh Mai    | 19 tháng 6, 1966 (25 tuổi)  |         | Hà Bắc       |
| 12 | HV | Ôn Lợi Dung      | 2 tháng 10, 1969 (22 tuổi)  |         | Bắc Kinh     |
| 13 | TĐ | Ngưu Lệ Kiệt     | 12 tháng 4, 1969 (22 tuổi)  |         | Trường Xuân  |
| 14 | TĐ | Trương Nham      | 6 tháng 8, 1972 (19 tuổi)   |         | Đại Liên     |
| 15 | TĐ | Vi Hải Anh       | 5 tháng 1, 1971 (20 tuổi)   |         | Quảng Đông   |
| 16 | TĐ | Trương Hồng Hồng | 20 tháng 3, 1969 (22 tuổi)  |         | Bắc Kinh     |
| 17 | TV | Châu Đào         | 20 tháng 11, 1974 (16 tuổi) |         | Bắc Kinh     |
| 18 | TM | Lý Táp           | 3 tháng 1, 1968 (23 tuổi)   |         | Bắc Kinh     |

### Đan Mạch
Huấn luyện viên: Keld Gantzhorn
| Số | Vt | Cầu thủ            | Ngày sinh (tuổi)            | Số trận | Câu lạc bộ |
| -- | -- | ------------------ | --------------------------- | ------- | ---------- |
| 1  | TM | Helle Bjerregaard  | 21 tháng 6, 1968 (23 tuổi)  |         | Rødovre BK |
| 2  | HV | Karina Sefron (c)  | 2 tháng 7, 1967 (24 tuổi)   |         | Malmö FF   |
| 3  | HV | Jannie Hansen      | 6 tháng 10, 1963 (28 tuổi)  |         | Rødovre BK |
| 4  | HV | Bonny Madsen       | 10 tháng 8, 1967 (24 tuổi)  |         | Malmö FF   |
| 5  | HV | Helle Rotbøll      | 8 tháng 10, 1963 (28 tuổi)  |         | HEI Aarhus |
| 6  | HV | Mette Nielsen      | 15 tháng 6, 1964 (27 tuổi)  |         | Vorup FB   |
| 7  | TV | Susan Mackensie    | 24 tháng 12, 1962 (28 tuổi) |         | HEI Aarhus |
| 8  | TV | Lisbet Kolding     | 6 tháng 4, 1965 (26 tuổi)   |         | HEI Aarhus |
| 9  | TĐ | Annie Gam-Pedersen | 5 tháng 7, 1965 (26 tuổi)   |         | Odense BK  |
| 10 | TĐ | Helle Jensen       | 23 tháng 3, 1969 (22 tuổi)  |         | B 1909     |
| 11 | TĐ | Hanne Nissen       | 21 tháng 11, 1970 (20 tuổi) |         | Odense BK  |
| 12 | TV | Irene Stelling     | 25 tháng 7, 1971 (20 tuổi)  |         | HEI Aarhus |
| 13 | TĐ | Annette Thychosen  | 30 tháng 8, 1968 (23 tuổi)  |         | Odense BK  |
| 14 | TV | Marianne Jensen    | 14 tháng 1, 1970 (21 tuổi)  |         | HEI Aarhus |
| 15 | TV | Rikke Holm         | 22 tháng 3, 1972 (19 tuổi)  |         | B 1909     |
| 16 | TM | Gitte Hansen       | 21 tháng 9, 1961 (30 tuổi)  |         | B 1909     |
| 17 | TV | Lotte Bagge        | 21 tháng 5, 1968 (23 tuổi)  |         | B 1909     |
| 18 | TV | Janne Rasmussen    | 18 tháng 7, 1970 (21 tuổi)  |         | B 1909     |

### New Zealand
Huấn luyện viên: Dave Boardman
| Số | Vt | Cầu thủ              | Ngày sinh (tuổi)            | Số trận | Câu lạc bộ |
| -- | -- | -------------------- | --------------------------- | ------- | ---------- |
| 1  | TM | Leslie King (c)      | 13 tháng 11, 1963 (28 tuổi) |         |            |
| 2  | HV | Jocelyn Parr         | 5 tháng 3, 1967 (24 tuổi)   |         |            |
| 3  | HV | Cinnamon Chaney      | 10 tháng 1, 1969 (22 tuổi)  |         |            |
| 4  | HV | Lynley Pedruco       | 11 tháng 10, 1960 (31 tuổi) |         |            |
| 5  | TV | Deborah Pullen       | 20 tháng 9, 1961 (30 tuổi)  |         |            |
| 6  | TV | Lorraine Taylor      | 20 tháng 9, 1961 (30 tuổi)  |         |            |
| 7  | TV | Maureen Jacobson     | 7 tháng 12, 1961 (29 tuổi)  |         |            |
| 8  | TV | Monique van de Elzen | 17 tháng 7, 1967 (24 tuổi)  |         |            |
| 9  | TĐ | Wendi Henderson      | 16 tháng 7, 1971 (20 tuổi)  |         |            |
| 10 | TV | Donna Baker          | 27 tháng 2, 1966 (25 tuổi)  |         |            |
| 11 | TĐ | Amanda Crawford      | 16 tháng 2, 1971 (20 tuổi)  |         |            |
| 12 | TV | Julia Campbell       | 1 tháng 4, 1965 (26 tuổi)   |         |            |
| 13 | HV | Kim Nye              | 10 tháng 5, 1961 (30 tuổi)  |         |            |
| 14 | HV | Maria George         | 3 tháng 3, 1965 (26 tuổi)   |         |            |
| 15 | HV | Terry McCahill       | 1 tháng 9, 1970 (21 tuổi)   |         |            |
| 16 | HV | Vivienne Robertson   | 18 tháng 6, 1955 (36 tuổi)  |         |            |
| 17 | TV | Lynne Warring        | 1 tháng 12, 1963 (27 tuổi)  |         |            |
| 18 | TM | Anne Smith           | 27 tháng 9, 1951 (40 tuổi)  |         |            |

### Na Uy
Huấn luyện viên: Even Pellerud
| Số | Vt | Cầu thủ             | Ngày sinh (tuổi)            | Số trận | Câu lạc bộ      |
| -- | -- | ------------------- | --------------------------- | ------- | --------------- |
| 1  | TM | Reidun Seth         | 9 tháng 6, 1966 (25 tuổi)   |         | GAIS            |
| 2  | TV | Cathrine Zaborowski | 2 tháng 8, 1971 (20 tuổi)   |         | Asker           |
| 3  | HV | Trine Stenberg      | 6 tháng 12, 1969 (21 tuổi)  |         | Sandviken       |
| 4  | TV | Gro Espeseth        | 30 tháng 10, 1972 (19 tuổi) |         | Sandviken       |
| 5  | HV | Gunn Nyborg         | 21 tháng 3, 1960 (31 tuổi)  |         | Asker           |
| 6  | TV | Agnete Carlsen      | 15 tháng 1, 1971 (20 tuổi)  |         | SK Sprint/Jeløy |
| 7  | TV | Tone Haugen         | 6 tháng 2, 1964 (27 tuổi)   |         | Trondheims-Ørn  |
| 8  | HV | Heidi Støre (c)     | 4 tháng 7, 1963 (28 tuổi)   |         | SK Sprint/Jeløy |
| 9  | TĐ | Hege Riise          | 18 tháng 7, 1969 (22 tuổi)  |         | Setskog FK      |
| 10 | TĐ | Linda Medalen       | 17 tháng 6, 1965 (26 tuổi)  |         | Asker           |
| 11 | TĐ | Birthe Hegstad      | 23 tháng 7, 1966 (25 tuổi)  |         | Klepp           |
| 12 | TM | Bente Nordby        | 23 tháng 7, 1974 (17 tuổi)  |         | Raufoss         |
| 13 | TV | Liv Strædet         | 21 tháng 10, 1964 (27 tuổi) |         | SK Sprint/Jeløy |
| 14 | TV | Margunn Humlestøl   | 25 tháng 1, 1970 (21 tuổi)  |         | Asker           |
| 15 | TV | Anette Igland       | 2 tháng 10, 1971 (20 tuổi)  |         | Kaupanger       |
| 16 | HV | Tina Svensson       | 16 tháng 11, 1966 (25 tuổi) |         | Asker           |
| 17 | TĐ | Ellen Scheel        | 26 tháng 11, 1968 (22 tuổi) |         | Jardar          |
| 18 | TM | Hilde Strømsvold    | 17 tháng 8, 1967 (24 tuổi)  |         | Bøler           |

## Bảng B

### Brasil
Huấn luyện viên: Fernando Pires
| Số | Vt | Cầu thủ          | Ngày sinh (tuổi)            | Số trận | Câu lạc bộ    |
| -- | -- | ---------------- | --------------------------- | ------- | ------------- |
| 1  | TM | Meg              | 1 tháng 1, 1956 (35 tuổi)   |         | Radar         |
| 2  | HV | Rosa Lima        | 2 tháng 5, 1964 (27 tuổi)   |         | Vasco da Gama |
| 3  | HV | Marisa (c)       | 10 tháng 8, 1966 (25 tuổi)  |         | Radar         |
| 4  | HV | Elane            | 4 tháng 6, 1968 (23 tuổi)   |         | Radar         |
| 5  | TV | Marcia Silva     | 22 tháng 8, 1962 (29 tuổi)  |         | Radar         |
| 6  | TV | Fanta            | 14 tháng 9, 1966 (25 tuổi)  |         | Radar         |
| 7  | TV | Marilza Silva    | 12 tháng 3, 1964 (27 tuổi)  |         | Radar         |
| 8  | HV | Solange          | 29 tháng 3, 1969 (22 tuổi)  |         | Radar         |
| 9  | TĐ | Adriana          | 26 tháng 12, 1966 (24 tuổi) |         | Radar         |
| 10 | TĐ | Roseli           | 7 tháng 9, 1969 (22 tuổi)   |         | Radar         |
| 11 | TĐ | Cenira           | 12 tháng 2, 1965 (26 tuổi)  |         | Radar         |
| 12 | TM | Miriam           | 4 tháng 5, 1965 (26 tuổi)   |         | Radar         |
| 13 | TV | Marcia Taffarel  | 12 tháng 3, 1968 (23 tuổi)  |         | Radar         |
| 14 | TV | Nalvinha         | 14 tháng 7, 1965 (26 tuổi)  |         | Radar         |
| 15 | TV | Pretinha         | 19 tháng 5, 1975 (16 tuổi)  |         | L.D.N.I.      |
| 16 | HV | Doralice         | 23 tháng 10, 1963 (28 tuổi) |         | Radar         |
| 17 | TV | Rosangela Rocha  | 1 tháng 4, 1964 (27 tuổi)   |         | Radar         |
| 18 | TV | Maria Lucia Lima | 1 tháng 4, 1964 (27 tuổi)   |         | Radar         |

### Nhật Bản
Huấn luyện viên: Suzuki Tamotsu
| Số | Vt | Cầu thủ          | Ngày sinh (tuổi)            | Số trận | Câu lạc bộ                        |
| -- | -- | ---------------- | --------------------------- | ------- | --------------------------------- |
| 1  | TM | Suzuki Masae     | 21 tháng 1, 1957 (34 tuổi)  |         | Nikko Shofen                      |
| 2  | HV | Honda Midori     | 16 tháng 11, 1961 (30 tuổi) |         | Yomiuri Belleza                   |
| 3  | HV | Watanabe Yumi    | 2 tháng 7, 1970 (21 tuổi)   |         | Fujita Tendai                     |
| 4  | HV | Kaji Mayumi      | 28 tháng 6, 1964 (27 tuổi)  |         | Tazaki Kobe                       |
| 5  | HV | Yamaguchi Sayuri | 25 tháng 7, 1966 (25 tuổi)  |         | Suzuyo Shimizu F.C. Lovely Ladies |
| 6  | HV | Takahagi Yoko    | 17 tháng 4, 1969 (22 tuổi)  |         | Tokyo Gakugei                     |
| 7  | HV | Obe Yumi         | 15 tháng 2, 1975 (16 tuổi)  |         | Nikko Shofen                      |
| 8  | TV | Matsuda Michiko  | 26 tháng 10, 1966 (25 tuổi) |         | Prima Ham                         |
| 9  | TĐ | Noda Akemi (c)   | 13 tháng 10, 1969 (22 tuổi) |         | Yomiuri Belleza                   |
| 10 | TV | Takakura Asako   | 9 tháng 4, 1968 (23 tuổi)   |         | Yomiuri Belleza                   |
| 11 | TV | Kioka Futaba     | 22 tháng 11, 1965 (25 tuổi) |         | Suzuyo Shimizu F.C. Lovely Ladies |
| 12 | TM | Sakata Megumi    | 18 tháng 10, 1971 (20 tuổi) |         | Nissan Ladies                     |
| 13 | HV | Kuroda Kyoko     | 8 tháng 5, 1970 (21 tuổi)   |         | Prima Ham                         |
| 14 | TĐ | Handa Etsuko     | 10 tháng 5, 1965 (26 tuổi)  |         | Suzuyo Shimizu F.C. Lovely Ladies |
| 15 | TĐ | Nagamine Kaori   | 3 tháng 6, 1968 (23 tuổi)   |         | Reggiana                          |
| 16 | TĐ | Tezuka Takako    | 6 tháng 11, 1970 (21 tuổi)  |         | Yomiuri Belleza                   |
| 17 | TĐ | Mizuma Yuriko    | 22 tháng 7, 1970 (21 tuổi)  |         | Urawa Motobuto                    |
| 18 | HV | Uchiyama Tamaki  | 13 tháng 12, 1972 (18 tuổi) |         | Tazaki Kobe                       |

### Thụy Điển
Huấn luyện viên: Gunilla Paijkull
| Số | Vt | Cầu thủ                     | Ngày sinh (tuổi)            | Số trận | Câu lạc bộ       |
| -- | -- | --------------------------- | --------------------------- | ------- | ---------------- |
| 1  | TM | Elisabeth Leidinge          | 6 tháng 3, 1957 (34 tuổi)   |         | Jitex BK         |
| 2  | HV | Malin Lundgren              | 3 tháng 9, 1967 (24 tuổi)   |         | Malmö FF         |
| 3  | HV | Anette Hansson              | 2 tháng 5, 1963 (28 tuổi)   |         | Jitex BK         |
| 4  | HV | Camilla Fors                | 24 tháng 4, 1969 (22 tuổi)  |         | Jitex BK         |
| 5  | HV | Eva Zeikfalvy               | 18 tháng 4, 1967 (24 tuổi)  |         | Malmö FF         |
| 6  | TV | Malin Swedberg              | 15 tháng 9, 1968 (23 tuổi)  |         | Djurgårdens IF   |
| 7  | TV | Pia Sundhage (c)            | 13 tháng 2, 1960 (31 tuổi)  |         | Hammarby IF      |
| 8  | TV | Susanne Hedberg             | 26 tháng 6, 1972 (19 tuổi)  |         | Sunnanå SK       |
| 9  | TĐ | Helen Johansson             | 9 tháng 7, 1965 (26 tuổi)   |         | Jitex BK         |
| 10 | TĐ | Lena Videkull               | 9 tháng 12, 1962 (28 tuổi)  |         | Malmö FF         |
| 11 | TĐ | Anneli Andelén              | 21 tháng 9, 1968 (23 tuổi)  |         | Öxabäck/Marks IF |
| 12 | TM | Ing-Marie Olsson            | 23 tháng 2, 1966 (25 tuổi)  |         | Malmö FF         |
| 13 | HV | Maria Ewrelius              | 31 tháng 8, 1967 (24 tuổi)  |         | Djurgårdens IF   |
| 14 | HV | Camilla Svensson-Gustafsson | 20 tháng 1, 1969 (22 tuổi)  |         | GAIS             |
| 15 | TĐ | Helen Nilsson               | 24 tháng 11, 1970 (20 tuổi) |         | Sundsvalls DFF   |
| 16 | TV | Ingrid Johansson            | 9 tháng 7, 1965 (26 tuổi)   |         | Jitex BK         |
| 17 | TV | Marie Karlsson              | 4 tháng 12, 1963 (27 tuổi)  |         | Öxabäck/Marks IF |
| 18 | TV | Pernilla Larsson            | 19 tháng 2, 1969 (22 tuổi)  |         | Gideonsbergs IF  |

### Hoa Kỳ
Huấn luyện viên: Anson Dorrance
| Số | Vt | Cầu thủ                  | Ngày sinh (tuổi)            | Số trận | Câu lạc bộ                    |
| -- | -- | ------------------------ | --------------------------- | ------- | ----------------------------- |
| 1  | TM | Mary Harvey              | 4 tháng 6, 1965 (26 tuổi)   | 5       | UC Berkeley                   |
| 2  | TĐ | April Heinrichs (c)      | 27 tháng 2, 1964 (27 tuổi)  | 42      | Đại học Bắc Carolina          |
| 3  | TV | Shannon Higgins          | 20 tháng 2, 1968 (23 tuổi)  | 26      | Đại học Bắc Carolina          |
| 4  | HV | Carla Werden (Overbeck)  | 9 tháng 5, 1968 (23 tuổi)   | 81      | Đại học Bắc Carolina          |
| 5  | HV | Lori Henry               | 20 tháng 3, 1966 (25 tuổi)  | 38      | Đại học Bắc Carolina          |
| 6  | TĐ | Brandi Chastain          | 21 tháng 7, 1968 (23 tuổi)  | 14      | Santa Clara University        |
| 7  | TV | Tracey Bates (Leone)     | 5 tháng 5, 1967 (24 tuổi)   | 28      | Đại học Bắc Carolina          |
| 8  | HV | Linda Hamilton           | 4 tháng 6, 1969 (22 tuổi)   | 18      | Đại học Bắc Carolina          |
| 9  | TV | Mia Hamm                 | 17 tháng 3, 1972 (19 tuổi)  | 43      | Đại học Bắc Carolina          |
| 10 | TĐ | Michelle Akers           | 1 tháng 2, 1966 (25 tuổi)   | 44      | Đại học Trung Florida         |
| 11 | TV | Julie Foudy              | 23 tháng 1, 1971 (20 tuổi)  | 26      | Đại học Stanford              |
| 12 | TĐ | Carin Jennings (Gabarra) | 9 tháng 1, 1965 (26 tuổi)   | 45      | UC Santa Barbara              |
| 13 | TV | Kristine Lilly           | 22 tháng 7, 1971 (20 tuổi)  | 42      | Đại học Bắc Carolina          |
| 14 | HV | Joy Biefeld (Fawcett)    | 8 tháng 2, 1968 (23 tuổi)   | 40      | UC Berkeley                   |
| 15 | TĐ | Wendy Gebauer            | 25 tháng 12, 1966 (24 tuổi) | 25      | Đại học Bắc Carolina          |
| 16 | HV | Debbie Belkin            | 27 tháng 5, 1966 (25 tuổi)  | 48      | Đại học Massachusetts Amherst |
| 17 | TM | Amy Allmann              | 25 tháng 3, 1965 (26 tuổi)  | 46      | Đại học Trung Florida         |
| 18 | TM | Kim Maslin-Kammerdeiner  | 12 tháng 8, 1964 (27 tuổi)  | 17      | Đại học George Mason          |

## Bảng C

### Đài Bắc Trung Hoa
Huấn luyện viên: Trương Tử Tân (張子濱)
| Số | Vt | Cầu thủ                   | Ngày sinh (tuổi)            | Số trận | Câu lạc bộ                        |
| -- | -- | ------------------------- | --------------------------- | ------- | --------------------------------- |
| 1  | TM | Hồng Lệ Cầm (洪麗琴)      | 23 tháng 5, 1970 (21 tuổi)  |         | Đại học TDTT Đài Loan             |
| 2  | TV | Lưu Tú Mỹ (劉秀美)        | 28 tháng 11, 1972 (18 tuổi) |         | Đại học TDTT Đài Loan             |
| 3  | HV | Trần Thục Châu (陳淑珠)   | 2 tháng 3, 1965 (26 tuổi)   |         | Đại học Minh Truyện               |
| 4  | HV | La Cư Ngân (羅居銀)       | 6 tháng 10, 1965 (26 tuổi)  |         | Mulan                             |
| 5  | HV | Trần Tú Linh (陳秀玲)     | 12 tháng 12, 1973 (17 tuổi) |         | Đại học Cảnh Văn                  |
| 6  | TV | Chu Đài Anh (周台英) (c)  | 16 tháng 8, 1963 (28 tuổi)  |         | Suzuyo Shimizu F.C. Lovely Ladies |
| 7  | TĐ | Lâm Mỹ Quân (林美君)      | 11 tháng 1, 1974 (17 tuổi)  |         | Đại học Minh Truyện               |
| 8  | TV | Tạ Tố Trinh (謝素貞)      | 10 tháng 2, 1969 (22 tuổi)  |         | Suzuyo Shimizu F.C. Lovely Ladies |
| 9  | TV | Ngô Tố Khanh (吳素卿)     | 21 tháng 7, 1970 (21 tuổi)  |         | Đại học TDTT Đài Loan             |
| 10 | TĐ | Hoàng Ngọc Quyên (黃玉娟) | 17 tháng 2, 1971 (20 tuổi)  |         | Đại học Minh Truyện               |
| 11 | HV | Hứa Gia Chân (許家珍)     | 7 tháng 6, 1969 (22 tuổi)   |         | Suzuyo Shimizu F.C. Lovely Ladies |
| 12 | HV | Lam Lam Phần (藍藍芬)     | 22 tháng 11, 1973 (17 tuổi) |         | Đại học Minh Truyện               |
| 13 | TĐ | Lâm Chiêu Quân (林昭君)   | 31 tháng 10, 1972 (19 tuổi) |         | Đại học TDTT Đài Loan             |
| 14 | TĐ | Kha Xảo Linh (柯巧玲)     | 14 tháng 9, 1973 (18 tuổi)  |         | Đại học Minh Truyện               |
| 15 | HV | Ngô Danh Huân (吳名薰)    | 26 tháng 9, 1974 (17 tuổi)  |         | Đại học Cảnh Văn                  |
| 16 | TV | Trần Thục Tinh (陳淑菁)   | 19 tháng 9, 1974 (17 tuổi)  |         | Đại học Cảnh Văn                  |
| 17 | TV | Lâm Mỹ Trí (林美智)       | 27 tháng 2, 1972 (19 tuổi)  |         | Đại học Minh Truyện               |
| 18 | TM | Lâm Huệ Phương (林惠芳)   | 6 tháng 10, 1973 (18 tuổi)  |         | Đại học Cảnh Văn                  |

### Đức
Huấn luyện viên: Gero Bisanz
| Số | Vt | Cầu thủ            | Ngày sinh (tuổi)            | Số trận | Câu lạc bộ              |
| -- | -- | ------------------ | --------------------------- | ------- | ----------------------- |
| 1  | TM | Marion Isbert (c)  | 25 tháng 2, 1964 (27 tuổi)  | 52      | TSV Siegen              |
| 2  | HV | Britta Unsleber    | 25 tháng 12, 1966 (24 tuổi) | 38      | FSV Frankfurt           |
| 3  | HV | Birgitt Austermühl | 8 tháng 10, 1965 (26 tuổi)  | 2       | TSV Battenberg          |
| 4  | HV | Jutta Nardenbach   | 13 tháng 10, 1968 (23 tuổi) | 28      | TuS Ahrbach             |
| 5  | HV | Doris Fitschen     | 25 tháng 10, 1968 (23 tuổi) | 36      | VfR Eintracht Wolfsburg |
| 6  | HV | Frauke Kuhlmann    | 27 tháng 9, 1966 (25 tuổi)  | 36      | Schmalfelder SV         |
| 7  | TV | Martina Voss       | 22 tháng 12, 1967 (23 tuổi) | 41      | TSV Siegen              |
| 8  | TV | Bettina Wiegmann   | 7 tháng 10, 1971 (20 tuổi)  | 16      | Grün-Weiß Brauweiler    |
| 9  | TĐ | Heidi Mohr         | 29 tháng 5, 1967 (24 tuổi)  | 41      | TuS Niederkirchen       |
| 10 | TV | Silvia Neid        | 2 tháng 5, 1964 (27 tuổi)   | 61      | TSV Siegen              |
| 11 | TV | Beate Wendt        | 21 tháng 9, 1971 (20 tuổi)  | 4       | SC Poppenbüttel         |
| 12 | TM | Elke Walther       | 1 tháng 4, 1971 (20 tuổi)   | 4       | VfL Sindelfingen        |
| 13 | TV | Roswitha Bindl     | 14 tháng 1, 1965 (26 tuổi)  | 5       | FC Wacker München       |
| 14 | TV | Petra Damm         | 20 tháng 3, 1961 (30 tuổi)  | 43      | VfR Eintracht Wolfsburg |
| 15 | TV | Christine Paul     | 21 tháng 1, 1965 (26 tuổi)  | 7       | FC Wacker München       |
| 16 | TĐ | Gudrun Gottschlich | 23 tháng 5, 1970 (21 tuổi)  | 16      | KBC Duisburg            |
| 17 | TV | Sandra Hengst      | 12 tháng 4, 1973 (18 tuổi)  | 4       | KBC Duisburg            |
| 18 | TĐ | Michaela Kubat     | 10 tháng 4, 1972 (19 tuổi)  | 3       | Grün-Weiß Brauweiler    |

### Ý
Huấn luyện viên: Sergio Guenza
| Số | Vt | Cầu thủ              | Ngày sinh (tuổi)            | Số trận | Câu lạc bộ     |
| -- | -- | -------------------- | --------------------------- | ------- | -------------- |
| 1  | TM | Stefania Antonini    | 10 tháng 10, 1970 (21 tuổi) |         | Reggiana       |
| 2  | HV | Paola Bonato         | 31 tháng 1, 1961 (30 tuổi)  |         | Reggiana       |
| 3  | HV | Marina Cordenons     | 12 tháng 1, 1969 (22 tuổi)  |         | Pordenone      |
| 4  | TV | Maria Mariotti       | 27 tháng 4, 1964 (27 tuổi)  |         | Reggiana       |
| 5  | HV | Raffaella Salmaso    | 16 tháng 4, 1968 (23 tuổi)  |         | Milan '82      |
| 6  | HV | Maura Furlotti       | 12 tháng 9, 1957 (34 tuổi)  |         | Lazio          |
| 7  | TĐ | Silvia Fiorini       | 24 tháng 12, 1969 (21 tuổi) |         | Firenze        |
| 8  | TV | Federica D'Astolfo   | 27 tháng 10, 1966 (25 tuổi) |         | Sassari        |
| 9  | TĐ | Carolina Morace (c)  | 5 tháng 2, 1964 (27 tuổi)   |         | Milan '82      |
| 10 | TV | Feriana Ferraguzzi   | 20 tháng 2, 1959 (32 tuổi)  |         | Standard Liège |
| 11 | TV | Adele Marsiletti     | 7 tháng 11, 1964 (27 tuổi)  |         | Reggiana       |
| 12 | TM | Giorgia Brenzan      | 21 tháng 8, 1967 (24 tuổi)  |         | Sassari        |
| 13 | HV | Emma Iozzelli        | 12 tháng 6, 1966 (25 tuổi)  |         | Reggiana       |
| 14 | HV | Elisabetta Bavagnoli | 3 tháng 9, 1963 (28 tuổi)   |         | Milan '82      |
| 15 | TV | Anna Mega            | 21 tháng 10, 1962 (29 tuổi) |         | Reggiana       |
| 16 | TV | Fabiana Correra      | 1 tháng 10, 1967 (24 tuổi)  |         | Turris         |
| 17 | TĐ | Nausica Pedersoli    | 17 tháng 4, 1969 (22 tuổi)  |         | Milan '82      |
| 18 | TĐ | Rita Guarino         | 31 tháng 1, 1971 (20 tuổi)  |         | Juventus       |

### Nigeria
Huấn luyện viên:  Jo Bonfrere
| Số | Vt | Cầu thủ            | Ngày sinh (tuổi)            | Số trận | Câu lạc bộ      |
| -- | -- | ------------------ | --------------------------- | ------- | --------------- |
| 1  | TM | Ann Chijine        | 2 tháng 2, 1974 (17 tuổi)   |         | Flying Angels   |
| 2  | HV | Diana Nwaiwu       | 10 tháng 10, 1973 (18 tuổi) |         | Kakanfo Babes   |
| 3  | HV | Ngozi Ezeocha      | 10 tháng 12, 1973 (17 tuổi) |         | Princess Jegede |
| 4  | TĐ | Adaku Okoroafor    | 18 tháng 11, 1974 (16 tuổi) |         | Flying Angels   |
| 5  | HV | Omon-Love Branch   | 1 tháng 10, 1974 (17 tuổi)  |         | Ufuoma Babes    |
| 6  | TV | Nkechi Mbilitam    | 4 tháng 5, 1974 (17 tuổi)   |         | Kakanfo Babes   |
| 7  | TĐ | Chioma Ajunwa      | 25 tháng 12, 1971 (19 tuổi) |         | River Mermaids  |
| 8  | TĐ | Rita Nwadike       | 3 tháng 11, 1974 (17 tuổi)  |         | River Mermaids  |
| 9  | TĐ | Ngozi Uche         | 18 tháng 6, 1973 (18 tuổi)  |         | Ufuoma Babes    |
| 10 | HV | Mavis Ogun         | 24 tháng 8, 1973 (18 tuổi)  |         | Ufuoma Babes    |
| 11 | TĐ | Gift Showemimo     | 24 tháng 5, 1974 (17 tuổi)  |         | Kakanfo Babes   |
| 12 | TV | Florence Omagbemi  | 2 tháng 2, 1975 (16 tuổi)   |         | Ufuoma Babes    |
| 13 | TV | Nkiru Okosieme (c) | 1 tháng 3, 1972 (19 tuổi)   |         | S.C. Imo State  |
| 14 | HV | Phoebe Ebimiekumo  | 17 tháng 1, 1973 (18 tuổi)  |         | Ufuoma Babes    |
| 15 | TV | Ann Mukoro         | 27 tháng 4, 1975 (16 tuổi)  |         | Ufuoma Babes    |
| 16 | TM | Lydia Koyonda      | 29 tháng 5, 1974 (17 tuổi)  |         | Ufuoma Babes    |
| 17 | HV | Edith Eluma        | 27 tháng 9, 1958 (33 tuổi)  |         | Princess Jegede |
| 18 | TV | Rachael Yamala     | 12 tháng 2, 1975 (16 tuổi)  |         | Kakanfo Babes   |